# ان‌جی‌سی ۵۵۵۹
ان‌جی‌سی ۵۵۵۹ (انگلیسی: NGC 5559) یک کهکشان مارپیچی میله‌ای است که در فاصله ۲۴۰ میلیون سال نوری از زمین در صورت فلکی گاوران قرار دارد. این کهکشان در ۱۰ آوریل ۱۷۸۵ توسط ستاره شناس ویلیام هرشل کشف شد.